# Ruphert
Ruperto Burillo Ortega, conocido popularmente como Ruphert (Tomelloso, Ciudad Real, 1943-Valencia, 1 de febrero de 2025)fue un peluquero español.

## Biografía
Ruperto Burillo nació en la ciudad de Tomelloso (1943). Con cuatro años ya quería ser peluquero. Cuando tenía catorce años se trasladó a Madrid con el fin de convertirse en un famoso estilista.
Ya en Madrid, alcanzó notoriedad dentro del mundo de la peluquería, tras atender a Lola Flores en la peluquería de Sara Di Stéfano, donde la bailadora quedó impresionada por su técnica para alisar el cabello, —una novedad en aquel momento—. Este encuentro llamó la atención del periodista Emilio Romero Gómez, quien le dedicó una portada en el diario Pueblo, ampliando su fama. Tiempo después, mientras realizaba el servicio militar, peinó al militar y político Camilo Menéndez Tolosa, ministro del Ejército, lo que le permitió acceder a una selecta clientela en el seno del régimen franquista. Posteriormente, la periodista argentina Nelly Raymond le invitó a Buenos Aires, donde se trasladó a vivir durante siete años. De regreso a España, Ruphert —que contaba con veinticuatro años—, se consolidó como peluquero de referencia para los miembros de la alta sociedad española, peinando a un buen número de artistas, modelos y socialités. La esposa de Manuel Fraga, Carmen Estévez fue una de sus principales defensoras. Entre su clientela se encontraban: Jacqueline Kennedy Onassis, Gracia de Mónaco, Rocío Jurado, Sofía de Habsburgo, Aline Griffith, Naty Abascal o Maria Callas.
Ruphert destacó por su habilidad técnica y por su espíritu innovador. Él creó el «pelo frito», un peinado controvertido en su momento, que marcó tendencia y demostró su capacidad para romper estereotipos. También diseñó la melena bicolor —popularizada por la cantante Mónica Naranjo—, un estilo pensado inicialmente para Madonna, pero que finalmente fue adoptado por la cantante española, convirtiéndose en su sello distintivo.
El director de cine italiano Federico Fellini lo definió como «el mejor peluquero del mundo». La cantante francesa Joséphine Baker falleció luciendo una de sus pelucas.
Formó parte de la historia de la televisión al protagonizar el anuncio en el que una mujer pronunciaba la frase que se haría famosa: «Ruphert, te necesito».
Ruphert falleció en Valencia, el 1 de febrero de 2025.